# Tereza Budková
Tereza Budková (* 24. září 1990 Tábor) je česká modelka a I. vicemiss v soutěži krásy Česká Miss za rok 2009.

## Život
Pochází ze Sezimova Ústí. V letech 2006-2010 studovala na Gymnáziu Pierra de Coubertina v Táboře. Od října 2010 studovala česká jazyk a základy společenských věd na Pedagogické fakultě Univerzity Karlovy v Praze. Navštěvovala také Institut jazykového vzdělávání v Praze. Od října 2012 studovala na Policejní akademii České republiky a předpokládaný rok ukončení studia byl rok 2015.
V roce 2009 se přihlásila do soutěže krásy Česká Miss a stala se I. českou vicemiss 2009 a ještě získala tituly „Česká Miss Internet”, „Blesk Česká Miss Čtenářů” a „Česká Miss Posluchačů Frekvence 1”. Poté Českou republiku reprezentovala na mezinárodní ekologické soutěži krásy Miss Earth 2009 na Filipínách, velké finále se konalo 22. listopadu 2009. Šaty měla od módní návrhářky Jiřiny Tauchmanové. Získala titul „Miss Photogenic a Miss Best in Eco-Design Wear”. Dále se zúčastnila 1. ročníku československé soutěže Face Of the Year, kde obsadila třetí místo a vyhrála internetové hlasování.
Jako modelka pracuje převážně v Německu a Španělsku.